# Leobard D’Souza
Leobard D'Souza (1930 - 2005) là một Giám mục người Ấn Độ của Giáo hội Công giáo Rôma. Ông nguyên là Tổng giám mục chính tòa Tổng giáo phận Nagpur và Phó Chủ tịch Hội đồng Giám mục Ấn Độ. Trước đó, ông còn đảm trách vị trí Giám mục chính tòa Giáo phận Jabalpur. Ngoài ra, ông còn là một nghị phụ tham dự giai đoạn 4 của Công đồng Vatican II.

## Tiểu sử
Tổng giám mục Leobard D'Souza sinh ngày 18 tháng 1 năm 1930 tại Igatpuri, thuộc Ấn Độ. Sau quá trình tu học dài hạn tại các cơ sở chủng viện theo quy định của Giáo luật, ngày 22 tháng 12 năm 1956, Phó tế D'Souza, 26 tuổi, tiến đến việc được truyền chức linh mục.
Sau gần 10 năm thực hiện công việc mục vụ với tư cách là một linh mục, ngày 12 tháng 11 năm 1964, tin tức từ Tòa Thánh cho biết, Giáo hoàng đã quyết định bổ sung linh mục Leobard D'Souza vào hàng ngũ các giám mục, với chức vị Giám mục Phó Giáo phận Jabalpur và danh hiệu Giám mục Hiệu tòa Caput Cilla. Lễ tấn phong cho vị giám mục tân cử được gấp rút tiến hành và tổ chức vào ngày 3 tháng 12 cùng năm, với phần nghi thức chủ sự bởi ba giáo sĩ cấp cao. Chủ phong cho vị tân chức là Đương kim Giáo hoàng, Giáo hoàng Phaolô VI, Thượng phụ Tây phương. Hai vị giáo sĩ khác, trong vai trò phụ phong gồm Tổng giám mục John Kodwo Amissah, Tổng giám mục chính tòa Tổng giáo phận Cape Coast, Ghana và Tổng giám mục James William Gleeson, Tổng giám mục Phó Tổng giáo phận Adelaide, thuộc Australia.
Hơn một năm sau ngày tấn phong, ngày 17 tháng 12 năm 1965, ông kế vị trở thành Giám mục chính tòa Jabalpur. Gần mười năm phục vụ trên cương vị người lãnh đạp tinh thần của Jabalpur của Giám mục Leobard D'Souza đột ngột chấm sứt bằng quyết định của Tòa Thánh công bố ngày 1 tháng 7 năm 1975, chuyển Giám mục D'Souza làm Tổng giám mục chính tòa Tổng giáo phận Nagpur.
Gần 30 năm phục vụ trên cương vị người đứng đầu Nagpur, Tổng giám mục Leobard D'Souza xin từ nhiệm và được Tòa Thánh ấn kí và xác nhận vào ngày 17 tháng 1 năm 1998. Ông qua đời sau đó vào ngày 19 tháng 12 năm 2005, thọ 76 tuổi.
Ngoài các chức danh chính thức bổ nhiệm từ Tòa Thánh, tổng giám mục Leobard D'Souza còn đảm nhận vị trí Phó Chủ tịch Hội đồng Giám mục Ấn Độ từ ngày năm 1988 đến năm 1991.